# هالووین (فیلم ۱۹۳۱)
هالووین (به انگلیسی: Halloween) یک فیلم کوتاه پویانمایی کلاسیک است.